# Nagy Lajos (közíró)
Nagy Lajos (Nagyernye, 1933. augusztus 2. –) romániai magyar nyugalmazott körorvos, közíró. Több évtizedes orvosi munkája mellett jelentős helytörténészi munkája is, hiszen szülőfalujáén kívül Réty és Komolló falumonográfiáját is megjelentette.  
A marosvásárhelyi volt református kollégiumban, akkor épp a 2. számú fiúlíceumban, a későbbi Rángecz József, a mai Bolyai Gimnáziumban érettségizett. A marosvásárhelyi Orvosi és Gyógyszerészeti Főiskolára 1953-ban felvételizett, 1959-ben, az egyetemek egyesítésekor megfélemlítési célból többedmagával kizárták az ország valamennyi egyeteméről, csak 1961-ben engedték diplomázni. Még ugyanabban az évben elfoglalta a rétyi körorvosi állást, ahonnan több évtizedes lelkiismeretes munka után ment nyugdíjba.
Közírói munkássága: A rétyi templom története, Réty története (2005), Nagyernye (2007), Elfelejtett rétyiek (2008), Komolló (2009) – monográfiák, Életünk kórtörténete (2008) – önéletrajzi kötet, Múló évek sodrásában (2010) – a magyar nyelvű egyetemi oktatással kapcsolatos emlékkötet, Fény és árny (körorvosi élményeim), 2013 és Emlékezés orvosainkra (2017).
2013-tól részt vett a kovásznai Kőrösi Csoma Sándor-konferenciákon, bemutatva a Kőrösi Csoma Sándorról szóló, általa felkutatott, korábban ismeretlen adalékokat, illetve a Kőrösi Csoma Sándor-irodalomban létező hibákat, tévedéseket, mítoszokat. Rendszeresen közöl a Háromszék napilapban, illetve a Székelyföld folyóiratban, ahol írásai egyikében bebizonyította, hogy a nagy román festőművész, Nicolae Grigorescu modellje, gyermekének anyja a kőrösi Dancs Mária volt. 2014-ben Réty díszpolgára címmel tüntették ki, 2018-ban a Székelyföld díjat, 2020-ban a Kőrösi Csoma Sándor-emlékérmet vehette át.
1959-től 2022-ig, annak haláláig, házasságban élt Nagy Lenke nyugalmazott matematika-tanárnővel, iskolaigazgatóval. Két fia, Előd és Levente ugyancsak orvos; utóbbi követte édesapját a rétyi körorvosi pályán.